# 268 (szám)
A 268 (kétszázhatvannyolc) a 267 és 269 között található természetes szám.

## A matematikában
Érinthetetlen szám: nem áll elő pozitív egész számok valódiosztóösszeg-függvényeként.